# Ellie Roebuck
Ellie Roebuck (født 23. september 1999) er en kvindelig engelsk fodboldspiller, der spiller målvogter for engelske Manchester City i FA Women's Super League og Englands kvindefodboldlandshold.
Hun begyndte sin seniorkarriere i Manchester City tilbage i 2016, efter flere ungdomsår klubben og Sheffield United.
Den 27. maj 2021, blev det annonceret at Roebuck var en af de to målvogter i OL-truppen for Storbritanniens olympiske kvindefodbold ved Sommer-OL 2020 i Tokyo.
Hun officielt landsholdsdebut den 8. november 2018, mod Østrig, som indskiftning for Mary Earps i 79. minut.

## Meritter

### Klub
Manchester City
- FA Women's Super League: 2016
- FA Women's Cup: 2016-17, 2018-19, 2019-20
- FA Women's League Cup: 2016, 2018-19

England U/20
- U/20-VM i fodbold for kvinder Bronze: 2018

Individuelt
- Barclays FA WSL Golden Glove: 2019–20